# Studenčni jetrenjak
Studenčni jetrenjak (znanstveno ime Marchantia polymorpha) je velik jetrenjak z razmeroma širokim območjem poselitve. Njegov izgled je variabilen, ima pa tudi več podvrst. Rastlina je dvodomna, saj so moški in ženski razmnoževalni organi na različnih (ločenih) osebkih. Vrsta je bila na Rdečem seznamu IUCN označena kot najmanj ogrožena vrsta.

## Opis
Gre za steljkasti jetrenjak, ki tvori sploščene rozete z izraščajočimi vejicami. Steljka zraste do 10 centimetrov in je lahko debela tudi do 2 centimetra. Običajno je zelene barve, pri starejših rastlinah pa občasno porjavi ali dobi vijolične odtenke. Zgornja površina briofita ima poligonalne vzorce. Spodnjo stran prekrivajo številni tanki, koreninam podobni rizoidi, ki skrbijo za pritrjanje rastline na podlago.
Studenčni jetrenjaki so še posebej poznani po svojih dežnikastih razmnoževalnih strukturah – gametangioforih, ki jih tvorijo. Gametangiofori ženskih rastlin (tudi arhegoniofori) imajo značilno dežnikasto obliko, pri čemer iz središča izhajajo žarkom podobni izrastki. Na spodnji strani dežnika se nahajajo arhegoniji (ženski gametangiji), v katerih nastajajo ženske gamete (jajčne celice). Moški gametangiofori (tudi anteridiofori) imajo na vrhu sploščen disk, v katerem so locirani anteridiji (moški gametangiji), v katerih nastajajo moške gamete (spermalne celice).
Studenčni jetrenjak se razmnožuje nespolno s pomočjo zarodnih brstičev, ki se tvorijo v brstičnih skledicah. Zarodni brstiči so lečaste oblike in se iz brstičnih skledic sprostijo s pomočjo vodnih kapljic, ki so običajno posledica dežja. Na tak način se lahko rastline hitro nespolno razširjajo in v razmeroma kratkem času pokrijejo veliko zaplato.

## Razširjenost in življenjsko okolje
Studenčni jetrenjak je kozmopolitska vrsta, ki jo najdemo povsod po svetu, vse od tropskih do arktičnih podnebij. Raste v vlažni prsti in na skalovju vlažnih habitatov, kot so denimo bregovi izvirov in drugih vodnih teles. Večina osebkov tega briofita raste na kopnem, izjemo pa predstavlja Marchantia polymorpha var. aquatica, ki je semiakvatična skupina, značilna za močvirja in majhne ribnike s spremenljivo vodno gladino.
Vrsto pogosto najdemo na antropogenih površinah, kot so denimo vrtovi, poti in rastlinjaki. Zaradi sposobnosti toleriranja visokih koncentracij svinca in drugih težkih kovin v rastnem substratu so studenčni jetrenjak preučevali kot potencialno pionirsko vrsto, ki bi bila sposobna znova poseliti neprimerna rastišča. Hkrati so zaplate z visoko koncentracijo studenčnih jetrenjakov in odsotnostjo drugih rastlinskih vrst pokazatelj, da so tovrstna rastišča onesnažena s težkimi kovinami, ki onemogočajo rast občutljivim rastlinam.
Studenčni jetrenjak je pomemben kot pionirska vrsta, ki med prvimi poseli požgana rastišča. Na tak način preprečuje erozijo prsti, ki je pogosta posledica požarov in lahko zavre zmožnost obnovitve nekega habitata. Mahu ugaja predvsem z minerali bogata zemlja, ki vsebuje tudi veliko apna.

## Uporaba
V preteklosti so studenčni jetrenjak pogosto uporabljali kot pripravek za zdravljenje bolezenskih stanj jeter, ker naj bi mah spominjal na obliko in teksturo živalskih jeter. Vrsta proizvaja številne antimikotike (na primer bisbibenzile), njena fungicidna sposobnost pa je bila uspešno uporabljena tudi pri zdravljenju z glivami okuženih nohtov in kože.

## Galerija
- Arhegoniofor (nosilec ženskih gametangijev)
- Arhegonij (ženski gametangij)
- Sporangij
- Brstična skledica
- Zarodni brstič